# Rupertianella
Rupertianella es un género de foraminífero bentónico de la subfamilia Miliolinae, de la familia Miliolidae, de la superfamilia Milioloidea, del suborden Miliolina y del orden Miliolida. Su especie tipo es Miliolina rupertiana. Su rango cronoestratigráfico abarca el Holoceno.

## Discusión
Rupertianella ha sido considerado un sinónimo posterior de Edentostomina de la Familia Ophthalmidiidae.

## Clasificación
Rupertianella incluye a la siguiente especie:
- Rupertianella rupertiana